# SpellForce: The Order of Dawn
SpellForce: The Order of Dawn est un jeu vidéo mêlant stratégie en temps réel et jeu de rôle dans un environnement médiéval fantastique. Il a été créé par le studio allemand Phenomic et édité par JoWooD Productions.
Il a pour suite SpellForce 2: Shadow Wars et SpellForce 3.

## Synopsis
En des temps très lointains, treize mages décidèrent de former un Cercle, afin de mettre un terme au chaos qui régnait sur le monde et de rétablir la paix. Cette alliance de 13 magiciens annonça non seulement une ère de lumière, mais élabora également un rituel destiné à donner à l'un d'entre eux le contrôle absolu sur toutes les puissances ancestrales : le Plan de 500 ans. 500 ans, c'est le temps qu'il leur faudrait attendre avant qu'un "rôdeur des ténèbres" n'accorde à l'un des mages du Cercle le pouvoir d'associer toutes les puissances du monde dans un même rituel, lui conférant ainsi la toute-puissance.
Toutefois, la soif de pouvoir des treize mages disloqua le cercle, et la paix fut anéantie. Quelques années avant le jour prévu pour l'accomplissement du rituel -la Convocation-, une guerre dévastatrice ravagea le monde entier, n'épargnant aucune race. Un jour, enfin, le "rôdeur des ténèbres" apparut dans la noirceur du ciel nocturne, l'éclat de sa superbe traînée étincelant dans la nuit. Les jours de la Convocation étaient arrivés.
L'un des treize mages du Cercle acquerrait désormais la puissance absolue.
Chacun des mages initia le rituel de la Convocation dans l'espoir de devenir l'élu, mais le Feu Éternel -les énergies qui régissaient jadis le monde et ses habitants- était trop puissant pour être détenu par un seul homme. Le Feu Éternel, qui avait autrefois préservé la cohésion du monde d'Eo, l'anéantissait désormais.
Des continents entiers furent réduits en fragments... Les restes d'un monde autrefois florissant flottaient maintenant dans le néant, reliés par des pierres et des portails magiques.
Rohen, l'un des mages du cercle encore vivant après la guerre, a entrepris la reconstruction de ce monde. Il explore les différents fragments de continents et rassemble ses disciples au sein d'une communauté qu'il appelle "l'Ordre de l'Aube". Le but de l'Ordre est de rassembler les restes de ce monde désormais disloqué.
Huit ans après la Convocation, Rohen se lance dans une aventure qui bouleversera à tout jamais le destin du monde. Il invoque le pouvoir de la Rune, qui repose sur une absorption de l'âme d'un guerrier ou d'un peuple dans une pierre. Mais quels secrets ce mage du cercle détient-il encore?

## Système de jeu
Il y a 6 races dans le jeu :
- Les Elfes
- Les Humains
- Les Orques
- Les Elfes Noirs
- Les Nains
- Les Trolls

À l'instar de Warcraft 3, SpellForce: The Order of Dawn est un jeu de gestion mêlé à un jeu de rôle. Le joueur incarne un personnage qu'il crée de toutes pièces en choisissant son orientation. Au fur et à mesure que le joueur gagne des combats et réussit des quêtes, le personnage gagne de l'expérience, passant des niveaux et gagne des points de caractéristiques et de compétences. Le personnage peut choisir de spécialiser son avatar en magicien ou en guerrier, ou d'opter pour un généraliste plus hybride.
L'avatar peut posséder des runes d'autres Héros de la Rune, et les équiper comme lui-même, créant alors une équipe. Les runes sont interchangeables et il n'y a pas d'interaction sociale entre l'avatar et les personnages de son équipe. Il peut également débloquer des monuments de race, invoquer des ouvriers qui iront chercher diverses ressources (pierre, bois, fer ainsi que des ressources exotiques comme l'herbe magique lenya, l'eau magique aria), tout en construisant divers bâtiments qui lui permettront d'invoquer des unités armées.
Grâce à des troupes armées ainsi que sa propre puissance, l'avatar pourra remplir des quêtes ou, principalement, gagner des batailles en détruisant des campements ennemis d'où sont invoqués des créatures adverses. Charge à lui de protéger son campement en tuant les éclaireurs qui le découvre ou en faisant face à des vagues d'ennemis.

## Extensions

### The Breath of Winter
SpellForce : The Breath of Winter, sortie le 2 juillet 2004 en France. Cette extension ajoute une nouvelle campagne solo, le mode jeu libre qui permet a votre avatar d'affronter l'ordinateur sur des cartes individuelles et le mode coopératif en multijoueur qui permet à trois joueurs de s’allier, par une connexion Internet ou un réseau local, sur une même carte. La campagne retrace la vie d'un héros de la rune 13 ans après la Convocation qui tente de sauver le monde de la colère d'Aryn, le grand Dragon de glace,.

### Shadow of the Phoenix
SpellForce : Shadow of the Phoenix, sortie le 12 novembre 2004 en France. Cette extension propose une nouvelle campagne solo, 150 nouveaux objets, 40 nouveaux sorts, de plus chaque race possède deux nouveaux bâtiments, le mode Jeu Libre offre 15 nouvelles cartes et il est possible maintenant de faire augmenter son avatar au niveau 50. La campagne de celui-ci regroupe les avatars des deux campagnes précédentes qui cherchent à arrêter le <<Porteur de masque>>, un magicien qui ressuscite les mages du Cercle afin de devenir tout-puissant,,.

## Accueil
| SpellForce: The Order of Dawn |      |       |
| Média                         | Pays | Notes |
| Canard PC                     | FR   | 7/10  |
| Computer Gaming World         | US   | 3/5   |
| GameSpot                      | US   | 79 %  |
| IGN                           | US   | 82 %  |
| Jeuxvideo.com                 | FR   | 16/20 |
| Joystick                      | FR   | 8/10  |
| Compilations de notes         |      |       |
| Metacritic                    | US   | 74 %  |